# 時間変異取締局
時間変異取締局（Time Variance Authority）、通称TVAは、マーベル・コミックによって出版されたアメリカン・コミックスに登場する架空の組織。

## 発行履歴
時間変異取締局（TVA）は、ウォルト・サイモンソンとサル・ビュッセマによって創造され、1986年10月に発行された『ソー』第372号に初登場した。TVAのスタッフは全て長年のマーベル作家/編集者であるマーク・グルーンウォルドへの敬意から彼をモデルとしてデザインされた。

### 先例

#### スコードローン・シニスター / スコードローン・スプリーム
作家ロイ・トーマスと、アーティストジョン・バスセマは、以前、1969年10月に発行された『アベンジャーズ』第69号において、“ジャスティス・リーグ”のヴィランバージョンをマーベル・マルチバースで登場させることを目指して“スコードロン・シニスター”と呼ばれるスーパーヴィランチームを創造し、1971年2月〜3月の『アベンジャーズ』第85〜86号では、スーパーヒーローチーム“スコードロン・スプリーム”を創造・初登場させた。
また、1985年から1986年にかけて、グルーンウォルドは、リミテッド・シリーズ第12号でスコードロン・スプリームをフィーチャーしたマルチバースストーリーラインを執筆した。

#### キャプテン・ブリテン
タイムラインを監視する組織の概念は、以前、もともとマーベルUKシリーズの1983年『デアデビルズ』第6〜8号で最初に公開された『キャプテン・ブリテン』のストーリーアークで探求されていた。

### グリューンワルドとキャプテン・ブリテンへのオマージュとしてのTVA
1983年におけるキャプテン・ブリテンのストーリーアークはTVAに言及していないが、サイモンソンとビュッセマをモデルとしたTVAの従業員である“クロノモニター”が登場した。グルーンウォルドの妻キャサリンは、「グルーンウォルドによる1985年の『スコードロン・スプリーム』シリーズは、彼が最も誇りに思っていた作品でした」と語った。

## バックグラウンド
TVAは、異次元の“ヌルタイムゾーン”に本部が置かれており、“多元宇宙［マルチバース］”を監視する使命から、他の存在が過去や未来を変えるのを防ぐために時間軸の管理や陪審員や実行者のような官僚的な業務も行い、存在するには危険すぎると判断されたタイムラインを“剪定”することを主な業務とする。
TVAの時間的な影響力の範囲は征服者カーンの約2～3倍とされるが、しかしその活動は絶対的ではなく、TVAが干渉しなかったタイムトラベルや現実の改竄事件が多数存在しており、遠い過去の“アライオス”だけでなく、異なる時代の征服者カーン、デラブリック・コンソーシアム、レベレーションなどの勢力とは敵対関係にある。
“在り続ける者”として知られるTVAの創設者は、3体の“タイムキーパー”を作成して時間を管理させ、その後イモータスを奴隷化した。
また任務の内容によって外部の人間をエージェントとして招くケースもあり、傭兵のデスズ・ヘッドや、弁護士として働くジェニファー・ウォルターズ/シー・ハルクを雇ったことがあった。

## 従業員
- 在り続ける者[11] – “時間の終わり”に存在しているTVAの創設者。
- タイムキーパー[12] – 在り続ける者に造られた時間の管理者の3人組。イモータスを支配し、TVAに時間というエネルギーを与えた[8]。
- ミスター・オルタニティ[13] – 組織の長官にして最高権力者[8]。
- ジャスティン・アルフォンス・ギャンブル[14] – 元従業員。辞職後にタイムカプセルの1つを盗んだ。
- ジャスティス・ミルズ[15] – フラッシュバックシーンのワンカットに登場。
- メビウス・M・メビウス[16] – 上級管理職である分析官。TVAの法律違反で“ファンタスティック・フォー”を懲戒しようとした。
- ミスター・パラドックス[17] – 上級管理職。クロックワイズに対して使用した“レトロアクティブキャノン”の爆破で消滅した。
- ミスター・ウロボロス[17] – 上級管理職。パラドックスと同様に、レトロアクティブキャノンの爆破で消滅した。
- ミスター・テッセラクト[13] - メビウスの部下である上級管理職。“アース616”から失われたデータを再構築するために割り当てられた。
- ジャスティス・ラブ[18] – ジャスティス・ピースのパートナーでもあるエージェント。法的訓練を受けている。
- ジャスティス・グッドウィル[17] – 裁判所職員。パラドックスやウロボロスと同様に、レトロアクティブキャノンの爆破で消滅した。
- ミニットメン[19] – クローン、サイボーグ、またはアンドロイドである軍隊[8]。パワードスーツのような装甲服を着用し、銃器で武装している。TVA本部の警備にあたる。
  - ジャスティス・ピース[20] – アース869371出身で、ミニットメンのリーダーも務めていた元フリーランスエージェント。故郷を半壊させたザニアックをソーとの共闘で退治したが、タイムトラベル違反で罰せられた。現在、FBIと特別サービスユニットの一員。
- パトロール隊員[21][8] – ゴッドウルフを捕獲するためにジャスティス・ピースに同行した一般隊員。
  - ジャスティス・マイト、ジャスティス・トゥルース、ジャスティス・リバティー[22] – メビウスのファンタスティック・フォーを奪還を手伝った一般隊員。
- クロノモニター - 下級職員。量子技術によって生み出された文字通り顔の無い人型アンドロイドで、生み出された際に同時に作られたパソコンのようなデバイスを駆使してデスクワークにあたり、コンピュータで割り当てられた時間軸の全ての出来事を監視して、異常を発見したらタキオン信号で管理者に報告する[23][8]。

## MCU版
正式名称は“Time Variance Authority”（時間変異取締局）。“神聖時間軸”を監視し、本来の歴史を維持する活動に務め、「とわに時を、いつでも」をスローガンとしている。分岐した時間軸で“ミニットメン”に“分岐イベント”を発生させてしまった“変異体”の捕縛と分岐した歴史の“リセット”を行わせ、そして本部へ連行した変異体には、神聖時間軸に関する教義を実践した後に裁判を受けさせる。
しかし裁判にかける者に対して弁解の有無を問いながらも、質問・クレーム・要求を含めて断じて応じず、僅かな例外も無しに無罪と認めないよう一方的に手続きを進めて“剪定”（“虚無”への移送）の判決を下しているとうかがえたり、本部から逃亡した者は再度捕縛するまで追い続けるなど、変異体にとっては理不尽で迷惑な存在である。
組織の起源は、大昔の時代に“マルチバース”の間で繰り広げられた大戦争にある。組織の教義では、「“全てを知る存在”と称される“タイムキーパー”が、戦争を終結させるためにマルチバースを一つに統一して神聖時間軸を確立し、それを監視する目的で創設。同時にこの組織の全職員を生み出した」とされているが、真の創設者は在り続ける者であり、全職員も彼に捕われて洗脳された変異体たちである。この事実に察知されずに職員たちを働かせるよう、タイムキーパーの用意と職員たちへの一部捏造された教義の刷り込みを行った在り続ける者に、彼の存在と創設の真実を認知されることなく組織を裏から支配されていた。
また描写された限りでは、在り続ける者、ミス・ミニッツ、変異体と見なされた者以外の人物に、この組織の存在を周知されていない様子である。

### 本部
TVAの本部施設。この施設自体が「TVA」と呼ばれる。具体的な所在地は不明だが、神聖時間軸の地球やさまざまな惑星と時間の流れが異なる別世界に存在するらしく、そこには電光掲示板を内包したドームの支柱として屹立する3体のタイムキーパーの彫像や、複数のドームを組み合わせたシャフトが多数立ち並んでおり、広大な空間が所狭しと感じられるほどの都市が形成されている。本部施設の内装の大半にはオリーブ色とフレンチベージュの2色があしらわれ、「ALWAYS WATCHING（いつも見ている）」や「MUST BE PRUNED NEXUS EVENT（ネクサス・イベントは摘み取る）」と書かれた数種類のビンテージポスターも壁面に貼られており、事務仕事にはブラウン管モニター・回転ダイヤル式電話機・オープンリール・タイプライターといった古めかしい機器が使われているなど、やや薄暗いレトロな役所の雰囲気を醸し出しているが、その一方でここにおいては魔法を行使できず、インフィニティ・ストーンすらも特殊能力を発揮できない状態で複数個存在するほど、不可思議な性質を帯びた施設でもある。また、本施設内にある設備や部屋飾りの幾つかは、在り続ける者が潜む“シタデル”と同様の黒い石を素材に作られている。
主な設備
謁見の間
TVA本部の上階にある、3体のタイムキーパーが控える部屋。スモークが焚かれた薄暗い古代遺跡のような空間で、金色のエレベーターで入室する。
タイムキーパー（Time-Keepers）
在り続ける者にTVAの表向きの支配者として機能するように制作された3体のアンドロイド。描写は多くないものの、低くこもった声が特徴的な儼乎たる老人といった容貌とぎこちない動作を見せ、ラヴォーナがメビウスに伝えた話から、彼女にかなり威圧的に振る舞っていたことも窺える。
ロキやシルヴィがTVAに再逮捕・連行されると、2人の剪定に立ち会うことをラヴォーナに表明し、彼女にロキたちを自身らの前に連れて来させて嘲るが、彼らにB-15が加勢したことで形成逆転され、シルヴィが武器を投擲して中心格が頭部を切断されると、連鎖的に両脇の2体も笑いの直後に痙攣しながら機能停止する。これによってロキとシルヴィだけでなく、ラヴォーナもTVAの黒幕が別に存在することを確信する。
ラヴォーナの執務室
ラヴォーナ専用のオフィス。室内には2体の彫像や、応接用のテーブルとソファーも置かれており、クララ・ロックモアの曲が流れていた。ラヴォーナは、業務の合間によくメビウス・M・メビウスを招き、彼が変異体から回収した“戦利品”を棚に複数飾っているが、スノードームやグラスの跡、“F・D・ルーズヴェルト高校”の学校名がプリントされたペンなどを見たメビウスが、これらを押収した覚えが無かったことからラヴォーナは、メビウスの変異体がほかにも分析官として存在しているかのような発言をする。
変異体を処理する数種の部屋
本部に連行された変異体が押し込まれる3つの小部屋と1つの広間。3つの小部屋は上階から順に変異体の着衣を焼き払う部屋、署名させる事務室、“ロボットは溶かされるゲート”が置かれた部屋で構成されており、各部屋の展開する床が開き、変異体を無理矢理落とし続ける形で通過させる。そして辿り着いた広間は、ターンスタイルゲートで入る順路と裁判のチケットの発券機、天井から吊るされた複数のブラウン管モニターが構えられ、変異体はここでミス・ミニッツがモニターに映ったアニメーションと共にTVAの教義を受け、チケットを受け取ることになる。
本部に連行されたロキも、例外なく押し込まれたこれらの部屋でぞんざいに対応されて苛立ち、全ての手続きを受けることになる。
法廷
チケットを受け取った変異体への裁判が行われる部屋。壁面には、TVA創設の歴史を示す壁画が描かれており、法壇の後ろにはタイムキーパーらの顔面の形が彫刻されている。ロキや幼少期のシルヴィは第37法廷で裁判を受けた。
タイムシアター
捕らえた変異体を勾留し、取り調べるための尋問室。室内はある程度の広さがあるものの、壁面の映写用スクリーンと、中央の取調べ用机と椅子・ホロプロジェクターだけが置かれた簡素な内装となっており、ロキはシアター25で、シルヴィはシアター47でそれぞれ取調べを受ける。
食堂
TVA職員の食堂。大きな窓から外の都市を眺められるものの、室内のインテリアはスタンドライトが置かれたテーブルと4脚の椅子のセットが多数並べられただけの飾り気のないものである。
アトリウム
2機のエレベーターと、3体のタイムキーパーの巨大な彫像が聳え立つ長大な吹き抜け空間。ロキがシルヴィによって本部に戻された際には、タイムキーパーの彫像から、1体の別の彫像となっている。
書庫
アトリウムを囲う広大な図書館。神聖時間軸での歴史や出来事に関する膨大な部数の資料が本棚に収められているが、TVA創設やタイムキーパーに関する資料は極秘扱いとされていて、司書に頼んでも閲覧することはできない。
専門家としてTVAに加入しながらも、一度現場を外されたロキは、ここで書類調査の仕事をメビウスから与えられる。
このほかにも、受付スペースや、武器庫などが点在する。

### 支配者・職員
在り続ける者（He Who Remains）
演 - ジョナサン・メジャース
日本語吹替 - 中村和正
TVAを創設した31世紀の科学者。TVAを裏から支配し、シタデルに潜みながら、神聖時間軸と宇宙の調和を長年管理してきたが、変異体と識別されたロキとシルヴィの行動を見て、彼らが自分の後釜に相応しいと判断し、2人に接触する。
タイムキーパー
声 - ジョナサン・メジャース
ミス・ミニッツ
声 - タラ・ストロング
日本語吹替 - 松浦裕美子
ラヴォーナ・レンスレイヤー（Ravonna Renslayer）
演 - ググ・バサ＝ロー
日本語吹替 - 鶏冠井美智子
TVAでの裁判を執り行う判事で、メビウスの上司。盲目的にTVAに従い、組織の表向きの支配者であるタイムキーパーに忠誠を誓って、彼らに面会できる権限まで持つ。
メビウス・M・メビウス（Mobius M. Mobius）
演 - オーウェン・ウィルソン
日本語吹替 - 志村知幸
TVAの分析官。神聖時間軸を乱した変異体の追跡・捕縛・尋問などを主任務とする。TVAに“専門家”として参加することになったロキを裏切らないように見張って共に行動するが、彼と徐々に友情を育んでいく。
ハンターB-15（Hunter B-15）
演 - ウンミ・モサク
日本語吹替 - 斉藤貴美子
ミニットメンを率いる女性隊員。大柄で腕っぷしが強く、規則を重視するほど職務に忠実で、変異体にも容赦しない。
2012年のゴビ砂漠に赴き、ロキを「神聖時間軸への抵抗罪」で逮捕するとTVA本部に連行した。別の時代でミニットメンたちが殺された事件が発生したことから、メビウスと尋問対象であるロキの処遇を巡り揉めるが、そこで彼に巻いたタイムカラーを逆に自分に付け替えられ、憂さ晴らしに利用される失態を犯した。
以降はロキの変異体の捜査に加わることになったロキに監視の目を光らせ、1985年のオシュコシュや2050年のアラバマへ出動し、後者ではロキと組んで彼の変異体（シルヴィ）の捜索に出たが、一時シルヴィに心を乗っ取られ、操られてしまった。
この際に自分がTVAに加入する前の記憶を見せられたらしく、自らの記憶に疑問を持つようになって一度捕らわれたシルヴィを連れ出し、彼女の力で神聖時間軸で生活していた頃の記憶を知った。そしてTVAに反旗を翻すことを決めると、タイムキーパーらと対面したロキたちに加勢。そこで拘束されるも、ラヴォーナにTVAの真実を公開すると宣言して彼女とシルヴィの差も指摘した。
その後メビウスに解放されて彼と組み、2018年のフリーモントで、自分を追ってきたミニットメンたちにラヴォーナと変異体の関係にあると思しきレベッカに対面させるが、在り続ける者がシルヴィに刺殺されたことで発生した分岐イベントで無数の時間軸が生まれはじめた際にはメビウスとモニターを眺め、本部に戻されたロキが接触してきた際にはメビウスと同様にロキを認識できず、彼を部外者だと思って部下たちに招集をかける。
ケイシー（Casey）
演 - ユージン・コルデロ
日本語吹替 - 山橋正臣
TVAの事務員。証拠物保管などを主な仕事としており、自身の机の引き出しに多数のインフィニティ・ストーンを無造作に保管している。ロキに警戒しておらず、彼から恫喝された際には物怖じしながらテッセラクトを渡したり、脅し文句に織り交ぜられた「魚」が何かわからずに混乱するなど、小胆そうな第一印象を見せた。TVA本部の外に出たことがないとも述べている。また、本部内でB-15がロキを追っていた際には、彼女のロキへの一振りに当たりそうになって、後でB-15に文句をぶつけた。
さらに、食堂でロキと居合わせた際には、飲んでいたBOKUを彼に取られて、仮説の道具にされる。
ハンターU-92（Hunter U-92）
演 - デレク・ルッソ
日本語吹替 - 三瓶雄樹
ミニットメンの一員である男性隊員。時間軸の全言語を話せると豪語するとおり、フランス語を話せる。1549年のエクサンプロヴァンスで、TVAのハンターの遺体が横たわっていた教会を現場検証し、そこに現れた少年にタイムスティックを構えようとしてメビウスに制止されると、彼は愚かだと少年に話すメビウスに憤った。そして他の隊員たちとリセットチャージを起動させてタイムラインを消去した後、1858年のサライナへ変異体の捜索に出動したが、そこに待ち構えていたシルヴィに焼殺される。
ハンターC-20（Hunter C-20）
演 - サッシャ・レイン
日本語吹替 - 胡麻鶴彩
ミニットメンを率いる女性隊員。彼女の記憶を覗いたシルヴィによると、もとは「マルガリータ好きの普通の地球人」だった。
ミニットメンを率いて1985年のオシュコシュに出動しシルヴィ捜索にあたったが、シルヴィに心を操られて暴れはじめ、部下たちを次々に倒し、シルヴィに人質としてタイムドアの向こうへ引きずられていってしまった。その後、2050年のロックスカートに怯えきった状態で踞っていたところをメビウスたちに発見され、シルヴィにタイムキーパーの居場所を知らせてしまったことを証言し、TVA本部に保護された。
ラヴォーナがメビウスにC-20の尋問の申し出を受けた際には、「彼女は口がきけないほど状態が急変して死んだ」と返答したが、実際のところ彼女は、シルヴィの魔法で操られた際に自分の神聖時間軸の地球で生活していた頃の記憶とTVAの真実に気付き、「私やTVAの職員全員が変異体である」と繰り返し主張したことで、尋問していたラヴォーナに始末されていた。この際の映像はラヴォーナのタイムパッドに収められ、これを視聴したメビウスはTVAに反旗を翻すことを決意する。
ハンターD-90（Hunter D-90）
演 - ニール・エリス
日本語吹替 - 細川祥央
ミニットメンの一員である男性隊員。震え上がる避難民たちに対し、ハリケーンで全滅する運命にあるという理由から強引に聞き込みを行おうとしてメビウスに注意されるなど横柄で冷淡な人物である。
描写
『ロキ』シーズン1
メビウスやB-15たちにミニットメンとして1985年のオシュコシュや2050年のアラバマへ出動し、後にラヴォーナの指示でTVAの真実の一旦を知ったメビウスを躊躇なく剪定した。それから法廷でシルヴィに迫られたラヴォーナを救おうと駆け込むも、シルヴィの逃亡を許してしまい、後にメビウスと組んで行方を晦ましたB-15を追って2018年のフリーモントに赴くと、B-15によってレベッカと対面させられて困惑する。
『ロキ』シーズン2
ミスター・パラドックス（Mister Paradox）
演 - マシュー・マクファディン
日本語吹替 - 置鮎龍太郎
滅びゆくアース10005の監視が任務であったが、神聖時間軸であるアース616の危機に対し、ウェイドをリクルートするついでに野心からタイムラインの破壊とそれに伴う自身の昇格、ひいてはTVAの支配を目指す。かつてTVAが行っていた分岐時間軸の剪定を復活させるべく、時間軸そのものを破壊するタイム・リッパーの完成と実証のために暗躍する。

### 役職
判事
変異体と識別されて本部に連行された者の裁判をとり行う役職。ラヴォーナが該当する。
分析官
変異体と識別された者の追跡・捕縛・尋問などを主任務とする役職。メビウスが該当する。
ミニットメン（Minutemen）
TVAの実働部隊。“ハンター”の肩書きを持つ隊員を筆頭に、黒と茶色を基調としたユニフォームと各部のプロテクター・ヘルメットを着用している。その任務は、前述のとおり分岐イベントが発生した時代・場所へ移動して、イベントの原因となる存在を変異体として捕らえ、リセットチャージによって分岐した歴史をリセットし、分岐前と同様の時間＝本来の神聖時間軸に戻すこと。そして変異体を本部へ連行し剪定することである。

### AI・ロボット
ミス・ミニッツ（Miss Minutes）
TVAのマスコット的存在で、オレンジ色のアナログ時計の形をした顔に手袋とシューズ付きの四肢を有する小さなアニメーションキャラクター。神聖時間軸及びTVAの解説といった教義や業務の研修とサポートなどを、本部に連行された変異体や職員に施すことが主な仕事であり、本部のエレベーターの操作板やタイムパッドにもその姿がイラストやアイコンとして表示されているなど、AIアシスタントとTVAの象徴のような役割でもあるが、スクリーンの中だけでなく、三次元空間に出現できることから、どのような存在なのかは不明。また、マスコットらしく朗らかな女声で話すが、職員に対して無礼な態度をとることも少なくない。
実は在り続ける者の共謀者であり、シタデルとTVA本部を自由に行き来することも可能で、組織の真実も認知している。
TVAに逮捕・連行されたロキに対してもTVAの教義と研修を施し、ラヴォーナがロキの変異体であるシルヴィに追い詰められた際には、ラヴォーナに手を貸して機密文書にアクセスし、彼女を逆転させるための虚言を呈してみせた。
やがてシタデルにロキとシルヴィが突入すると、突然現れて2人に「ここに住む在り続ける者ならば2人を望む時間軸に戻すことができる」と交渉を持ちかけるが、拒否されて姿を消した。そして、TVA本部でラヴォーナへ彼女が望む資料のダウンロードが完了したと伝えるが、ラヴォーナから依頼したものとは違うと指摘されると、「でも彼はこの方が良いって」と告げて消え去る。
タイムキーパー

### ツール・武器・装置
タイムパッド（TemPad）
TVAの職員が携行する多機能電子手帳。液晶ディスプレイの画質や彩度は今ひとつであるものの、タッチパネル操作でタイムドアや時の牢獄の起動、変異体の識別、ホログラム投影、神聖時間軸の状況表示、録画した映像の再生、ファイルのダウンロード、ミス・ミニッツの呼び出しまで、さまざまな機能が搭載されたデバイスである。ミニットメンは、制服の左前腕に挿して携行している。
エネルギー消費で行使するデバイスであるため、エネルギー切れとなったら、当然本体に充電する必要がある。
TVA職員たちだけでなく、シルヴィはTVAに逮捕された幼少期の頃からラヴォーナのものを奪って使用しており、ロキも行使する。
また、在り続ける者が愛用しているものは、黒く数本の稲妻のようなデザインが施された左手の甲のみを覆う丸い手甲のような形状であり、装着した在り続ける者をワープさせる機能のほか、自在に形を変化させる液体金属らしき物体を取り出す描写もあり、在り続ける者の処遇を巡ってロキと対立してしまったシルヴィはこれを使ってタイムドアを起動し、ロキをTVA本部へ突き飛ばしてしまう。
タイムドア（Timedoor）
タイムパッドの操作で出現するオレンジ色の長方形のゲート。これを通過することで、目的地となる時間軸のあらゆるポイントへの移動や、TVA本部への帰還が可能となる。しかし、虚無への移動はできない。
時の牢獄（Time Cell）
変異体を処罰するための空間。タイムパッドの操作で出現する赤い長方形のゲートの向こう側に閉じ込めた処罰する対象者の記憶に基づいて構成され、対象者の“嫌な思い出”を延々とタイムループする。ただし、空間の中に構成された人物に話しかけて干渉することができる様子から、ループ自体は完全に再現されるわけではない様子である。
ロキは、メビウスたちの下を一度逃げたことからお仕置きとしてゲートに放りこまれると、アスガルドの宮殿内が構成され、悪戯で髪を切ったことに激怒したシフからの仕返しに痛めつけられるという時間を繰り返すことになる。
タイムスティック（Time Stick）
TVA職員の主武装で、変異体を“剪定”するための警棒。片側がそれぞれ槍の穂先と発光部となっており、ツイスト式ボールペンのようにグリップを捻ることで起動する。これにより、発光部で殴りつけた相手の動きの速度を変えることができるほか、発光部を突きつけられた対象は生命体・無機物を問わず、分解するように虚無へと移送される。
主にB-15たちミニットメンが独特の構えで駆使する場面が多いものの、ラヴォーナも自分用のものをオフィスにディスプレイする形で置いており、メビウスも携えるほか、シルヴィもロキが飛ばされた虚無に向かうために自身にこの武器を突きつけている。
リセットチャージ（Reset Charge）
分岐イベントが発生した神聖時間軸のリセットに用いられる、砂時計のような形状の小型デバイス。分岐が発生した時間軸のポイントに設置・起動させると、エネルギーが辺り一帯に溢れて塗り変えるように「分岐した時間軸の汚染範囲を刈り取り、自然治癒させる」。
TVAは、このデバイスによってさまざまな分岐イベントをリセットし、神聖時間軸を本来あるべき流れに保ち続けてきた。
また、シルヴィはTVAへの攻撃の一環として、各時間軸でミニットメンから奪い続けたこのデバイスの多数を、2050年の“ロックスカート”の店内に配置し、タイムパッドとの併用で様々な時代へと転送することで神聖時間軸を分岐させ、混乱させている。
タイムカラー&タイムツイスター（Time Collar and Time Twister）
タイムカラーは捕らえた変異体の管理とその行動を抑制するために使用する首枷型デバイス。タイムツイスターはタイムカラー専用のリモコン。タイムツイスターの操作によって、タイムカラーを取り付けた人物の時間を巻き戻すことや、取り外しが可能となる。
ロキはこのデバイスによってB-15やメビウスへの反抗を、行動する前の位置へと巻き戻される形で何度も回避させられた。しかし、ロキもB-15の虚をついて彼女に取り付けると、憂さ晴らしにタイムツイスターの操作で自分に駆け寄ろうとするB-15の行動を何度も巻き戻して振り回し、彼女をその場から追い出している。
シルヴィもTVAに捕らわれてタイムキーパーの前に連行された際には、ラヴォーナによって数回自身の時間を巻き戻される。
TVAホロプロジェクター
タイムシアターで使われる、ホログラム再生機で、変異体の過去、現在、未来の映像をフィルムでスクリーンに投影する。TVAに捕われたロキは、尋問でメビウスにシュトゥットガルトでの暴挙から、ニューヨークでアベンジャーズに敗北した際の場面と自身の悪戯が遠因となってフリッガが生命を奪われた瞬間を見せられ、メビウスが自分の下を一度離れると、オーディンの最期、アスガルドでのソーやヴァルキリーとの共闘、その末のソーとの和解、そしてサノスによって自分が絞殺される映像までを目にすることになる。

### 描写
『ロキ』
シーズン1
シーズン2
『アントマン&ワスプ:クアントマニア』
『デッドプール&ウルヴァリン』

## その他のメディア
- 2021年7月7日にDisney+で公開された短編アニメーション『ロキとバートたちの大乱闘』にMCU版のTVAが登場。